# ماد ماكس 2
ماكس المجنون 2 (بالإنجليزية: Mad Max 2)‏ ، هي فيلم أسترالي من نوع أكشن وأحداث ما بعد الكارثة ، أنتجت سنة 1981م ووزعها شركة وارنر برذرز الأمريكية ، وتعد الجزء الثاني من سلسلة أفلام ماكس المجنون ، من بطولة الفيلم الممثل الأمريكي ميل غيبسون.